# Mathilda Blanchard
Mathilda Blanchard née Mathilda Landry (Caraquet, 10 décembre 1920 - Caraquet, 1er juillet 2007) était une syndicaliste canadienne. Elle a été surnommée la pasionaria acadienne en raison de son engagement à défendre les travailleurs acadiens, en particulier ceux du secteur de la transformation des produits de la pêche.

## Biographie
Née à Caraquet, Nouveau-Brunswick, le 10 décembre 1920, Mathilda Blanchard a grandi dans une famille de classe moyenne. À l'âge de 20 ans, elle participe à l'effort de guerre et travaille dans des usines d'armement à Windsor (Ontario) et à Montréal. À défaut d'avoir des ressources financières suffisantes pour entreprendre des études universitaires en droit, elle suit un cours de coiffure et revient en Acadie.
Pendant plus d'un demi-siècle, Mathilda Blanchard a organisé des syndicats indépendants de travailleurs dans les usines de transformation de la pêche de la Péninsule acadienne. Défenseur des travailleurs saisonniers et petites gens, son franc-parler imposait le respect tant chez ses alliés que chez ses adversaires. Plusieurs, dont l'ancien syndicaliste et député néo-démocrate Yvon Godin la comparent au syndicaliste québécois Michel Chartrand, dont elle partage le style flamboyant. « Sa colère était terrible et sa parole, terrifiante » affirme l'écrivain acadien Rino Morin Rossignol.
Son désir de justice sociale et sa passion pour les démunis, qu'elle dit l'avoir appris de sa mère, l'incitent à s'impliquer dans le mouvement syndical. Sa sœur cadette, Sylvia Landry-Blanchard a été présidente durant 20 ans de l'unité 464 de l'Union internationale des pâtes et papiers à Rumford, au Maine, en plus d'être membre de l'exécutif de l'AFL-CIO dans cet État américain. Mathilda et sa sœur ont épousé deux frères.
Deux de ses trois enfants ont également été au cœur des luttes acadiennes. Michel-Vital a été un des dirigeants des luttes étudiantes pour la francisation de Moncton, en 1968 — dont l'histoire est racontée dans le documentaire L'Acadie l'Acadie?!? de Michel Brault et Pierre Perrault — et sa fille Louise a brièvement dirigé le Parti acadien, avant sa dissolution, en 1981.

### Luttes syndicales et politiques
Au milieu des années 1960, elle forme l'Union canadienne de l'industrie des pêches et des travailleurs affiliés, qui représentera plus de 10 000 travailleurs. Elle prend part à plusieurs luttes afin de d'améliorer la vie des travailleurs saisonniers de l'industrie des pêches. En 1972, elle est la figure de proue d'un mouvement pour obtenir des programmes de diversification économique dans le nord-est du Nouveau-Brunswick, aux prises avec un chômage chronique.
Son travail d'organisation syndicale au sein du Syndicat acadien des travailleurs affiliés et des pêches (SATAP) et son implication au sein du Comité des 12 pour la justice sociale au Nouveau-Brunswick l'amène à participer activement au mouvement de contestation des changements au régime d'assurance-chômage en 1992 et en 1994. Elle sera cependant beaucoup moins présente dans les grandes luttes de 1996-1997. Le mouvement de contestation provoque la défaite des candidats libéraux dans les circonscriptions acadiennes d'Acadie—Bathurst et de Beauséjour lors de l'élection fédérale canadienne de 1997. Elle s'implique également dans plusieurs luttes afin que les travailleurs d'usine qui n'obtiennent pas suffisamment d'heures de travail puissent se qualifier aux prestations durant la saison morte.
Mathilda Blanchard a également fait quelques incursions sur la scène politique. Elle fut la première femme à se porter candidate à la direction d'un parti politique au Canada lorsqu'elle brigue la direction du Parti progressiste-conservateur du Nouveau-Brunswick en 1969. Elle est défaite par Richard Hatfield, qui deviendra premier ministre du Nouveau-Brunswick l'année suivante. Elle a également été candidate indépendante dans la circonscription fédérale de Gloucester à l'élection générale de 1972, obtenant 3 % des suffrages.
Selon le syndicaliste et militant acadien Jean-Marie Nadeau, la contribution de dirigeants syndicaux comme Mathilda Blanchard et Yvon Godin ont été cruciales pour le mouvement ouvrier au Nouveau-Brunswick. « Même encore aujourd'hui, aucune usine de poisson du sud-est du Nouveau-Brunswick n'est syndiquée. Quant au Nord-Est, à l'aide du militantisme syndical d'une Mathilda Blanchard et d'un Yvon Godin, par exemple, la plupart des usines ont pu être syndiquées. Mais ce sont surtout certaines conditions de travail qui ont pu être améliorées, car les gains pour de meilleurs salaires ont été plus modestes ».
Malgré une vie passée au service des travailleurs et des gens à revenus modestes, Mme Blanchard était férue d'histoire et se passionnait pour la monarchie britannique. Avec beaucoup de sang-froid, elle fait fi du protocole et obtient que le Prince de Galles lui autographie un livre d'architecture dont il était l'auteur, lors de sa visite au Village Historique Acadien,, le 29 avril 1996.

### Au cinéma
L'Office national du film du Canada a produit un documentaire sur Mathilda Blanchard en 1997. Le film, intitulé « Mathilda, la passionnaria acadienne », relate la carrière de la syndicaliste et son goût marqué pour la provocation. La réalisatrice, Ginette Pellerin, se rappelle son franc-parler : « Je me suis trouvée en face d'une femme qui avait besoin de contrôler les choses. Tous les jours, avec elle, c'était un bras de fer. Je devais continuellement négocier avec Mathilda. Elle voulait contrôler les affaires et moi aussi. Elle discutait tout, même les scènes que nous avions préalablement discutées. C'était dans sa nature. ».
Mathilda Blanchard est également interviewée dans le film de l'ONF de Léonard Forest, Un soleil pas comme ailleurs (1972).

## Récompenses
- 1988 - Prix Séraphin-Marion

### Filmographie
- Ginette Pellerin. Mathilda, la passionnaria acadienne. Office national du film du Canada. 1997. 47 min 28 s.